# モニカ・ドミニク
モニカ・ドミニク（Monica Dominique、旧姓ダニエルソン、1940年7月20日 - ）は、スウェーデンのピアニスト、作曲家、女優。
モニカ・ドミニクは、学生時代にストックホルムのアドルフ・フレドリク音楽学校に通った。ストックホルム音楽大学で教育を受け、1960年代から多才ぶりを発揮し、主にジャズ・ミュージシャンとして活躍している。1970年代初頭には、ソーラー・プレクサス（Solar Plexus）というグループで演奏していた。1969年に女優としてのキャリアを開始し、テレビ映画『Spader, Madame!』でロッテン役を演じた。1990年代後半まで女優としてのキャリアを続けた。
彼女と夫のピアニストで作曲家であるカール＝アクセル・ドミニクは、1973年にルクセンブルクで開催されたユーロビジョン・ソング・コンテストでスウェーデンのグループ「ノヴァ」が演奏する曲「You're Summer」を作曲し、彼女自身が指揮も担当した。ドミニク夫婦はピアノ連弾で一緒に演奏することが多い。
彼女の弟はジャズ・ミュージシャンのパレ・ダニエルソンである。

## ディスコグラフィ

### リーダー・アルバム
- 『ティレグィナン』 - Tillägnan (1980年)
- Swedish Love In The Southern Bronx (1986年)
- Inside the Rainbow (1988年)
- En flygel – fyra händer (1996年) ※with カール＝アクセル・ドミニク
- 『ソウ・ナイス』 - So Nice (1997年) ※with キャロル・ロジャーズ
- 『わたしのまんなか』 - Mitt i mej (2000年)
- Bird Woman (2003年) ※モニカ・ドミニク・クインテット名義
- Säg vad ni vill... men först kommer käket (2004年) ※with モニカ・ニールセン
- Jösses flickor – Återkomsten (2006年)
- Monica & Monica tolkar Beppe, Olle, Allan (2009年) ※with モニカ・ニールセン
- Fingers Unlimited (2011年) ※with カール＝アクセル・ドミニク
- 『トゥギャザーネス』 - Togetherness (2012年) ※with パレ・ダニエルソン

## フィルモグラフィ
- Spader, Madame! (1969年) ※テレビ
- Repmånad (1979年)
- Linus eller Tegelhusets hemlighet (1979年)
- Räkan från Maxim (1980年) ※テレビ
- Höjdhoppar'n (1981年)
- Gräsänklingar (1982年)
- Macken – Roy's & Roger's Bilservice (1990年)
- Monopol (1996年)

サウンドトラック
- Förpassad (1970年)
- Jänken (1970年)
- Med Lill-Klas i kappsäcken (1983年) ※テレビ
- Kärleken (1983年)
- Sanna kvinnor (1991年) ※テレビ
- Alla dagar, alla nätter (1996年) ※テレビ